# 伴義太郎
伴 義太郎（ばん よしたろう、1972年7月2日 - ）は、福岡県大野城市出身の元プロ野球選手（投手）。右投右打。1993年より三笘（みとま）に改姓。

## 来歴・人物
筑陽学園高から、1990年のプロ野球ドラフト会議で阪神タイガースから6位指名を受け入団。高校時代は、同年にドラフト外で大阪近鉄バファローズに入団した同期の野口理夫や1学年下の工藤慎明（翌1991年に阪神入団）らに次ぐ4番手投手で、中央球界では無名の隠し玉として話題に挙がる。直球に見張るものがあり、長期育成狙いでの入団となった。入団時に抱負を聞かれた際の、自分の苗字と引っ掛けた「バンバン投げます！」とのコメントも話題となった。
1992年はMLBのデトロイト・タイガース傘下のマイナーリーグに野球留学した。
1993年にはウエスタン・リーグで規定投球回に到達（3勝4敗1S）。8月8日に行われたウエスタン・リーグの対オリックス戦では、当時30試合連続安打中であった鈴木一朗を3打数ノーヒットに抑え連続安打をストップさせるなど、さらなる飛躍が期待された。しかし、翌1994年には右肩痛を発症。これが致命傷となり、一軍登板のないまま1997年限りで現役を引退。

## 詳細情報

### 年度別投手成績
- 一軍公式戦出場なし

### 背番号
- 69 （1991年 - 1997年）

### 登録名
- 伴 義太郎 （ばん よしたろう、1991年 - 1992年）
- 三笘 義太郎 （みとま よしたろう、1993年 - 1997年）